# Буделара (Вибо Валенција)
Буделара је насеље у Италији у округу Вибо Валенција, региону Калабрија.
Према процени из 2011. у насељу је живело 107 становника. Насеље се налази на надморској висини од 795 м.